# Uganda en los Juegos Olímpicos de Melbourne 1956
Uganda estuvo representada en los Juegos Olímpicos de Melbourne 1956 por un total de 3 deportistas que compitieron en un deporte: atletismo.
El equipo olímpico ugandés no obtuvo ninguna medalla en estos Juegos.